# Аллан Отті
Аллан Отті (англ. Allan Ottey, нар. 18 грудня 1992) — ямайський футболіст, нападник клубу «Вотерхаус».
Виступав, зокрема, за також національну збірну Ямайки.

## Клубна кар'єра
У дорослому футболі дебютував 2010 року виступами за команду клубу «Монтего Бей Юнайтед», кольори якої захищав до 2017 року.
З 2018 захищає кольори команду «Вотерхаус».

## Виступи за збірну
2015 року дебютував в офіційних матчах у складі національної збірної Ямайки. Наразі провів у формі головної команди країни лише 1 матч.
У складі збірної був учасником розіграшу Золотого кубка КОНКАКАФ 2015 року в США та Канаді, де разом з командою здобув «срібло», розіграшу Кубка Америки 2015 року в Чилі, розіграшу Кубка Америки 2016 року в США.

## Титули і досягнення

### Клубні
- «Монтего Бай Унітед»

Чемпіон Ямайки (2): 2014, 2016

### Збірні
- Срібний призер Золотого кубка КОНКАКАФ: 2015